# 董经纬 (1951年)
董经纬（1951年1月—），男，汉族，河北石家庄人，中华人民共和国政治人物。河北广播电视大学汉语言文学专业毕业，复旦大学国际政治系思想政治教育专业研究生学历。

## 生平
1974年11月加入中国共产党。历任石家庄市第二制药厂副厂长、党委书记，河北省总工会副主席，邢台市委书记。2008年11月，任中共河北省委农村工作部部长。